# Marco de Sendai para la reducción del riesgo de desastres

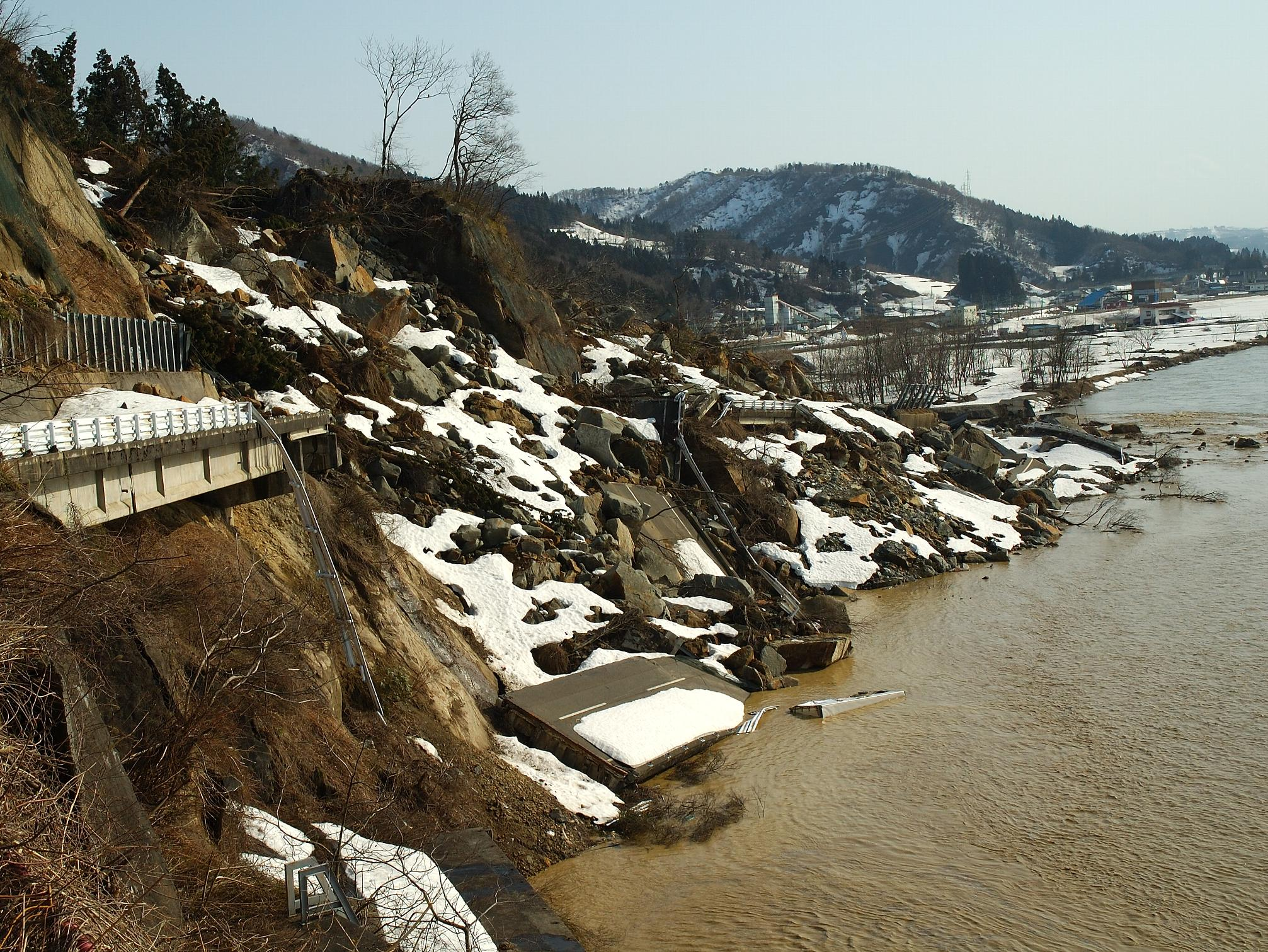
Efectos de un terremoto en Chuetsu, Japón, en 2004. El marco de Sendai busca reducir los efectos de los desastres.

El marco de Sendai para la reducción del riesgo de desastres (2015-2030) es un documento internacional adoptado por países miembros de la ONU entre el 14 y el 18 de marzo de 2015 durante la tercera Conferencia Mundial sobre Reducción de Riesgo de Desastres celebrada en Sendai, Japón, y aprobado por la Asamblea General de las Naciones Unidas en junio de 2015. El marco de Sendai sucede al marco de Hyogo para la acción (2005–2015), que hasta entonces había sido el acuerdo internacional más amplio sobre reducción del riesgo de desastres.

## Documento
El documento de Sendai fue el resultado de 3 años de conversaciones, apoyadas por la Oficina de las Naciones Unidas para la Reducción del Riesgo de Desastres, durante los cuales países miembros de la ONU, ONG y otros actores pidieron una versión mejorada del existente marco de Hyogo. Esta versión mejorada debía incorporar un conjunto de estándares comunes, unos objetivos alcanzables y un instrumento de base legal para reducir el riesgo de desastres. Los países miembros también resaltaron la necesidad de abordar la reducción del riesgo de desastres y la adaptación al calentamiento mundial cuando se fijaran los Objetivos de Desarrollo Sostenible (ODS), particularmente a la luz de una insuficiente atención a la reducción de riesgo y a la resiliencia en los Objetivos de Desarrollo del Milenio (en los que se basaron los ODS).
El marco de Sendai establece 4 prioridades concretas para la acción:
1. comprender el riesgo de desastres;
2. fortalecer la gobernanza del riesgo de desastres para una mejor gestión;
3. invertir en la reducción de riesgo de desastres para una mayor resiliencia; y
4. aumentar la preparación frente a desastres para responder mejor a ellos y para una mejor recuperación, rehabilitación y reconstrucción.

Para apoyar la valoración del progreso hacia la consecución de un menor riesgo de desastres, se han acordado 7 objetivos globales:
1. reducir sustancialmente la mortalidad mundial por desastres para 2030: 100 000 fallecidos anuales menos en el período 2020-2030 que en 2005-2015;
2. reducir sustancialmente el número de personas afectadas por desastres  para 2030: 100 000 afectados anuales menos en el período 2020-2030 que en 2005-2015;
3. reducir las pérdidas económicas ocasionadas por desastres en el producto interior bruto (PIB) mundial para 2030;
4. para 2030, reducir sustancialmente el daño a infraestructuras críticas y la disrupción de servicios básicos (entre ellos salud e instalaciones educativas) ocasionados por desastres, a través del aumento de su resiliencia, entre otras medidas;
5. aumentar sustancialmente el número de países con estrategias nacionales y locales de reducción del riesgo de desastres para 2020;
6. aumentar sustancialmente la cooperación internacional con países en desarrollo, a través de un apoyo adecuado y sostenible, para complementar sus acciones nacionales de aplicación del marco de Sendai para 2030; y
7. aumentar sustancialmente para 2030 la disponibilidad de sistemas de alerta temprana multirriesgo y el acceso de la población a dichos sistemas.[6]